# Boletus rhodopurpureus
Boletus rhodopurpureus là một loài nấm không ăn được trong chi Boletus, được tìm thấy trong các rừng cây lá kim.